# Jacques Thierry
Jacques Marie Henri Joseph Thierry (Cernay-la-Ville, 2 januari 1921 - Ukkel, 30 september 2015) was een Frans bedrijfsleider, bankier en bestuurder.

## Biografie
Jacques Thierry was een zoon van diplomaat Adrien Thierry (1885-1961) en Nadine de Rothschild. Hij was een kleinzoon van diplomaat en minister Joseph Thierry en schrijver Henri de Rothschild.
In 1953 ging hij aan de slag bij de groep van de bankiersfamilie Lambert. Hij was van 1956 tot 1975 gedelegeerd bestuurder en van 1966 tot 1975 vicevoorzitter van de holding. Hij was van 1960 tot 1971 vicevoorzitter van de Bank Lambert en verantwoordelijk voor de fusie van de Bank Lambert met de Bank van Brussel tot de Bank Brussel Lambert (BBL). Van 1975 tot 1986 was hij voorzitter van het directiecomité en van 1986 tot 1993 voorzitter van de raad van bestuur van de BBL. Jacques Moulaert volgde hem als voorzitter van de raad van bestuur van de bank op. Thierry was ook voorzitter van de raad van bestuur van de Franse afdeling van de BBL en vicevoorzitter van de raad van toezicht van wijnhuis Baron Philippe de Rothschild.
Eind jaren 1980 stond Thierry ook aan het hoofd van brouwerij Interbrew, die in 1987 ontstond na de fusie van Brouwerij Piedbœuf en Brouwerij Artois. José Dedeurwaerder volgde hem in 1989 als gedelegeerd bestuurder op. Hij was tevens vanaf 1987 in opvolging van Raymond Boon-Falleur voorzitter van de raad van bestuur, in welke hoedanigheid hij in 1994 door Paul De Keersmaeker werd opgevolgd. Hij was ook bestuurder van het Fonds Baillet Latour.
Thierry was officier in het Franse Legioen van Eer en commandeur in de Kroonorde en de Orde van Leopold II.